# Відродження (тижневик)
Відродження (лит. Atgimimas) — це політичний тижневик, перший періодичний журнал у демократичній Литві, що виходить з 16 вересня 1988 року у Вільнюсі .

## Історія
До 1989 року № 26 вийшов як бюлетень Литовського руху за реструктуризацію, до 1990 року № 13 вийшов як тижневик. З 1990 по 1991 роки — тижневик, який підтримував рух Саюдіс. З 1988 по 1989 роки також публікувався російською та шрифтом Брайля.
Засновники щотижневика: Romualdas Ozolas, Arvydas Juozaitis та інші. Опубліковано редакцією Литовського видавництва «Перебудова» Sjjūdis «Minties», до складу якого входили Антанас Буракас, Віргіліюс Чепаїт, Броніус Гензеліс, Вітаутас Ландсберґіс, Ромуальдас Озолас, Юстінас Марцінкевічус і Зігмас Вайшвіла . Пізніше її опублікувала компанія Atgimimas, UAB Pradai.
Тираж: 1988 рік — 110 000 прим., 1993 — 3400 прим., 1997 — 4000 примірників Поточний тираж — 2000 примірників.
1989 рік Доповнення до тижневика для молоді «Aušrinė» було запущено в 1990 році. — Молода Литва (редактор Едмундас Балтрімас), 1989—1990. Soglasije .
З 1999 року «Атгімімас» належить до громадської установи «Громадський інститут громадянської думки», акціонерами якої є журналісти Індра Макараїтте та Сігітас Бабіліус. У березні 2008 року головним редактором на кілька місяців став Сауліус Стома, публіцист і прозаїк.

## Діяльність
На вебсайті газети редакція описує свої цілі так: "Надати громадськості аналіз політичних та соціальних процесів, вільних від кон'юнктури. Підвищити рівень освіти та обізнаності громадян. Прагнути якомога більше людей брати участь у житті суспільства, бути активними членами держави та місцевої громади. Сприяти модернізації нації та створенню держави ".
Публікує щотижневу політику Atgimimas та її додатки. Підтримує політичний портал atsimimas.lt . Організовує семінари з громадянської освіти, дискусії та конференції, політики та громадські опитування. Готує коментарі для радіо знань, Литовського радіо, порталів delfi.lt та banga.lt . Підтримує інші ініціативи громади.
2009 рік у січні публікацію тижневика було призупинено через брак коштів. Після отримання коштів видання було відновлено у лютому.

## Редактори
- 1988—1990 Ромуальдас Озолас
- 1988—1990 Лінас Меделіс
- 1990—1991 Римвідас Валатка
- 1991- 1 992 м. Валентинас Міте
- 1991—1992 Ромуальдас Озолас
- 1993- +1994 м. Стасіс Кашаускас
- 1994 рік Гінтарас Висоскас
- 1994- +1996 м. Відмантас Станюліс
- 1996 рік Адольф Ужа
- 1996—1999 Едуардас Егірдас
- з 1999 року Indrė Makaraitytė